# Barangó
A  Barangó  a Nyelvtudományi Intézet által anyakönyvezhetőnek minősített név, régi magyar eredetű férfinév, 

## Gyakorisága
Az 1990-es években szórványosan fordultak elő, a 2000-es években nem szerepelnek a 100 leggyakoribb férfinév között

## Névnapok
- Barangó: június 11.

## Híres Barangók

### Kitalált személyek
Barangó — Petőfi Sándor Szerelem átka című versének hőse